# Ник Фалко
Детектив Ник Фалко је измишљени лик из дугогодишње серије Ред и закон који је тумачио Мајкл Империоли од 2005. до 2006. године. Појавивши се у само 5 епизода, Ник Фалко је детектив који има најкраћи стаж у повести целе франшизе.

## О лику
Ник Фалко се први пут појавио у епизоди "Објавити и погинути" у 15. сезони као привремени ортак детектива Џоа Фонтане јер се Ед Грин опорављао од рањавања у епизоди "Споменик". Ник Фалко је последњи пут радио са Фонтаном у епизоди "Локомотива". Грин се вратио на дужност у наредној епизоди "Црвена лопта" тако да се Фалко више није појављивао у 27. испостави.
Годину дана после сарадње са Фонтаном, Фалко се поново појавио у епизоди "Нишан" у којој је био оптужен за убиство жене − убиство које се догодило у његовом рођеном стану. Детективи Фонтана и Грин су радили на скидању љаге са његовог имена, што је Фалко усложио мешањем у истрагу упркос поновљеним наређењима да се не меша. Због тога што је Фалко веродостојан резервни осумњичени, убица није био проглашен кривим, али се утврдило да је бивша супруга човека ког је Фалко послатог у затвор на једанаест година смислила да убије жртву и смести њему. Тај човек је одувек кривио Фалка јер је сматрао да му је сместио, али је на крају прихватио да је починио убиство и заиста се променио. Да би наговорио бившу супругу, син тог човека је узе Фалка за "таоца" у свом стану током сукоба са полицијом и претио му смрћу. Након што је убица признао, Фалцк и детективи откривају да је све било у договору са сином користећи празан пиштољ који је обезбедила полиција. Фалко је накнадно ослобођен.
Није познато шта је било са Фалком после тога.